# Unterseeboot 384
Le Unterseeboot 384 (ou U-384) est un sous-marin allemand (U-Boot) de type VII.C utilisé par la Kriegsmarine (marine de guerre allemande) pendant la Seconde Guerre mondiale.

## Construction
L'U-384 est un sous-marin océanique de type VII C. Construit dans les chantiers de Howaldtswerke AG à Kiel, la quille du U-384 est posée le 29 mars 1941 et il est lancé le 28 mai 1942. L'U-384 entre en service un mois et demi plus tard.

## Historique
Mis en service le 18 juillet 1942, l'Unterseeboot 384 passe sa période d'entraînement initial sous les ordres de l'Oberleutnant zur See Hans-Achim von Rosenberg-Gruszcynski à Kiel dans la 5. Unterseebootsflottille jusqu'au 31 décembre 1942, puis l'U-384 rejoint son unité de combat dans la 3. Unterseebootsflottille à la La Rochelle (La Pallice).
L'U-384 réalise deux  patrouilles de guerre, toutes sous les ordres de l'Oberleutnant zur See Hans-Achim von Rosenberg-Gruszcynski. Il coule deux navires marchands ennemis pour un total de 13 407 tonneaux au cours de ses 68 jours en mer.
Pour sa première patrouille, l'U-384 quitte le port de Kiel le 12 décembre 1942.

Le 9 janvier 1943, il coule son premier navire ennemi, le navire marchand américain SS Louise Lykes de 6 155 tonneaux.

Il arrive à la base sous-marine de La Rochelle en France 54 jours plus tard le 3 février 1943.
Pour sa deuxième patrouille, il appareille de La Rochelle le 6 mars 1943. 

Le 17 mars 1943, il attaque le convoi HX-229 (en) et coule le navire marchand anglais Coracero de 7 252 tonneaux.

Après 14 jours en mer, l'U-384 est coulé le 19 mars 1943 à 17 h 45 au sud-ouest de l'Islande à la position géographique de 54° 18′ N, 26° 15′ O, par des charges de profondeur lancées d'un bombardier Boeing B-17 Flying Fortress britannique (Squadron 206/B). 
Les 47 membres d'équipage meurent dans cette attaque.

## Affectations successives
- 5. Unterseebootsflottille à Kiel du 18 juillet au 31 décembre 1942 (entrainement)
- 3. Unterseebootsflottille à La Pallice du 1er janvier au 19 mars 1943 (service actif)

## Commandement
- Oberleutnant zur See Hans-Achim von Rosenberg-Gruszcynski du 18 juillet 1942 à 19 mars 1943

## Patrouilles
|       | Commandant                                 | Départ           | Départ     | Arrivée        | Arrivée    | Jours    | Succès   |
| ----- | ------------------------------------------ | ---------------- | ---------- | -------------- | ---------- | -------- | -------- |
| 1     | Oblt. Hans-Achim von Rosenberg-Gruszcynski | 12 décembre 1942 | Kiel       | 3 février 1943 | La Pallice | 54 jours | 6 155    |
| 2     | Oblt. Hans-Achim von Rosenberg-Gruszcynski | 6 mars 1943      | La Pallice | 19 mars 1943   | Coulé      | 14 jours | 7 252    |
| Total | Total                                      | Total            | Total      | Total          | Total      | 68 jours | 13 407 t |

Note : Oblt. = Oberleutnant zur See

### Opérations Wolfpack
L'U-384 a opéré avec les Wolfpacks (meute de loups) durant sa carrière opérationnelle.
1. Falke (28 décembre 1942 - 19 janvier 1943)
2. Landsknecht (19 janvier 1943 - 26 janvier 1943)
3. Stürmer (11 mars 1943 - 19 mars 1943)

## Navires coulés
L'Unterseeboot 384 a coulé deux navires marchands ennemis pour un total de 13 407 tonneaux au cours des deux patrouilles (68 jours en mer) qu'il effectua.
| Date           | Nom             | Nationalité | Tonnage (GRT) | Convoi | Fait  |
| -------------- | --------------- | ----------- | ------------- | ------ | ----- |
| 9 janvier 1943 | SS Louise Lykes | États-Unis  | 6 155         |        | Coulé |
| 17 mars 1943   | Coracero        | Royaume-Uni | 7 252         | HX-229 | Coulé |

### Source et bibliographie
- (en) Cet article est partiellement ou en totalité issu de l’article de Wikipédia en anglais intitulé « German submarine U-384 » (voir la liste des auteurs).
- Chris Bishop, historien militaire (trad. de l'anglais par Christian Muguet), Les sous-marins de la Kriegsmarine : 1939-1945 : le guide d'identification des sous-marins [« The spellmount submarine identification guide : Kriegsmarine U-boats 1939-1945 »], Paris, E?d. de Lodi, 2008, 192 p. (ISBN 978-2-84690-327-1, OCLC 470721805, BNF 41298980)